# ツクシナルコ
ツクシナルコ Carex subcernua Ohwi 1930. はスゲ属の植物の1種。アゼナルコに似るが果胞に明らかな脈がある点などで区別できる。日本の南部地域に見られる希少種である。

## 特徴
密集した大株を作る多年生の草本。根茎は短くて、ススキ並の大きな株になる。花茎は高さ40～80cm。基部には葉身が余り発達しない鞘があり、暗褐色で多少ながら糸網を生じる。葉は幅が3～6mmで、表の面は青白緑色、裏の面は灰緑色をしている。
花期は5～6月。小穂は4～6個で、先端とその近くのものは雌雄性、つまり先端部に雌花部があり、それより基部側が雄花部になっており、雄花の部分は細くて雌花部で急に太くなる。それらより下方のものは雌性で、円柱形をしていて長さ2.5～4cm、太さ5～6mmで、柄があって垂れ下がる。花序の苞は葉身がよく発達し、基部に鞘はない。雌花鱗片は果胞とほぼ同長で鉄錆色を帯びており、先端は鋭く尖るか、あるいは短く芒状に突き出して終わる。果胞は扁平で長さ3～3.5mm、表面に乳頭状突起が密生し、はっきりした脈が4～5本ある。嘴は短く、口は滑らか。果実は倒卵形をしており、その断面はレンズ状で長さ1.5～2mm、柱頭は2つに割れる。

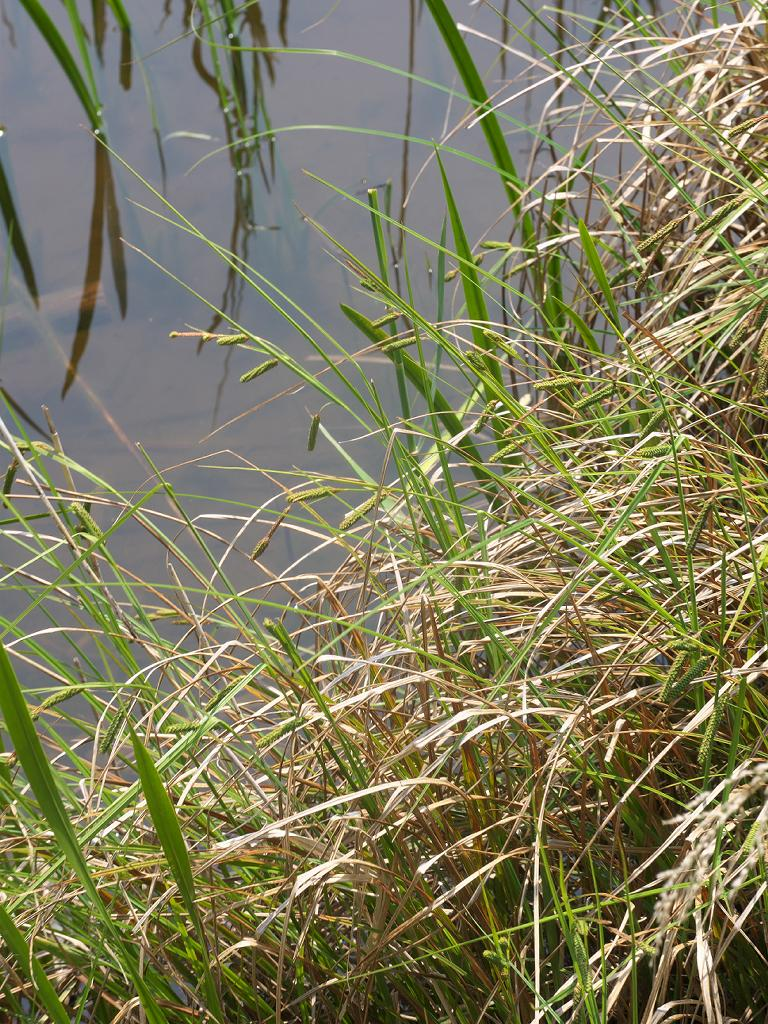
生育環境
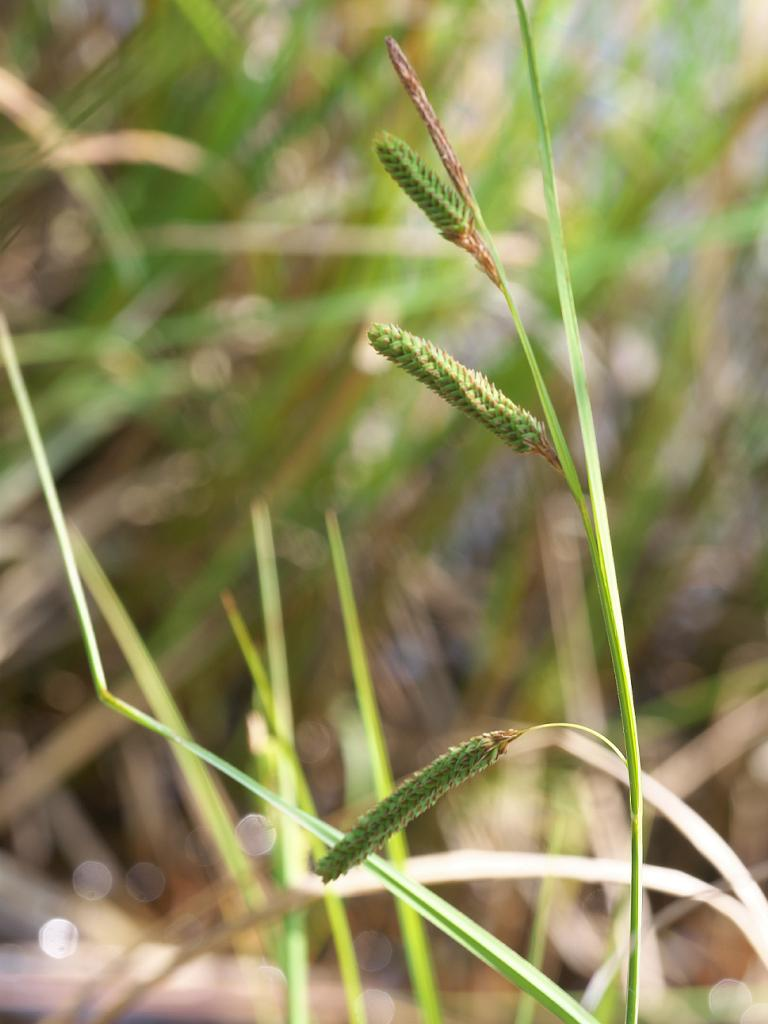
花序の様子
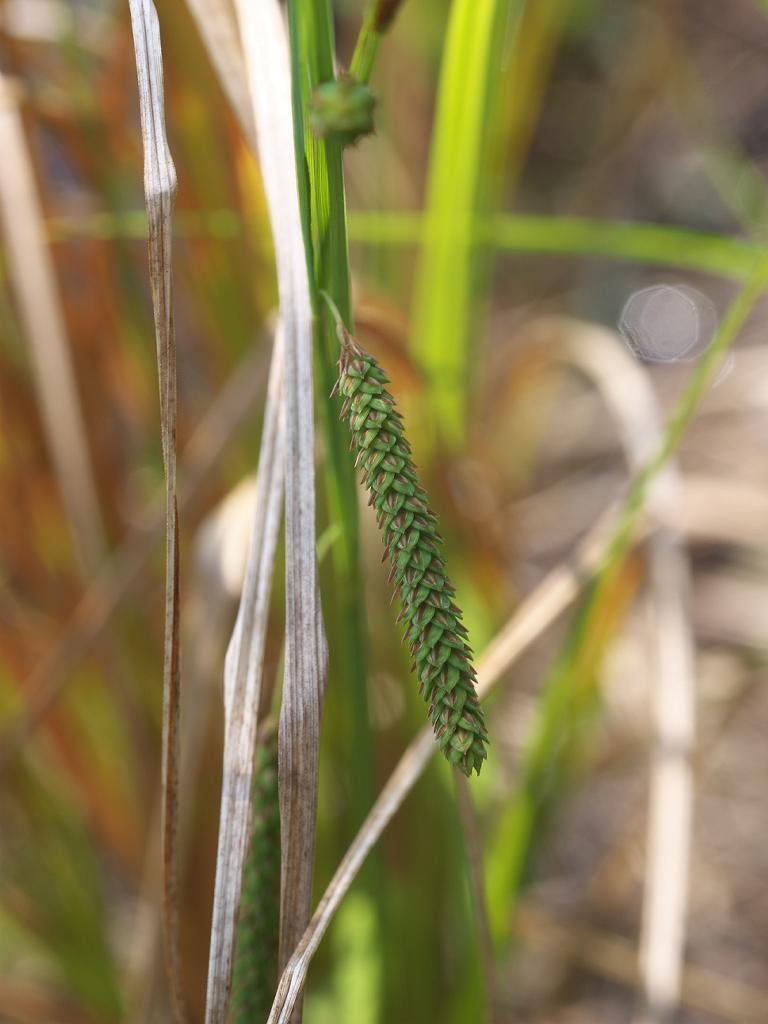
下方の雌小穂

## 分布と生育環境
日本では本州の紀伊半島、四国、九州、対馬、トカラ列島の中之島に知られる。国外では中国に分布がある。なお、大橋他編(2015)では本州での分布を三重県、四国では徳島県と指定しているが、少なくとも和歌山県では確実に生育地がある。九州での分布については星野他(2011)は福岡県、長崎県、大分県、宮崎県、鹿児島県としている。
平野部のため池や低山地域の池沼に生える。アゼナルコと共に生えていることもあり、その場合には本種の方が水辺側に出て、その根本は水中にある場合が多い。

## 分類・類似種など
頂小穂が雌雄性、側小穂が雌性、苞に鞘がなく、果胞は無毛、柱頭は2裂などの特徴から勝山(2015)では本種をアゼスゲ節 Sect. Phacocystis に含めている。この節のものは日本に25種ばかりが知られているが、最もよく似ているのはアゼナルコ C. dimorpholepis で、頂小穂が雌雄性、側小穂が雌性で円柱状で垂れ下がるところなどもよく似ている。違いとしては以下の点が上げられている。
- 雌花鱗片が本種では単に鋭く尖っているのに対してアゼナルコでは先端中央が凹んでおり、その真ん中から芒状の先端が突き出している。
- 本種の果胞には4～5本の脈がはっきり見えるのに対してアゼナルコでは無脈であること。

またアゼナルコは夏緑性であり、茎や葉が全体に柔らかくて黄緑色をしているので、見慣れると一目で分かる。混生地では両者の雑種と思われる中間型の個体が見られる例もあるという。

## 保護の状況
環境省のレッドデータブックでは絶滅危惧IB類（EN)に指定されており、また県別では三重県、和歌山県、徳島県、長崎県で絶滅危惧I類、福岡県、宮崎県、鹿児島県で絶滅危惧II類、大分県で準絶滅危惧の指定を受けており、愛媛県では情報不足となっている。上記の分布に照らし合わせると生育地のある全ての県で指定があることになっており、いずれにせよ希少なものであることは確からしい。ため池に生育している例が多く、改修工事や水質の悪化などの影響が懸念されている。